# パークタワー晴海
パークタワー晴海（パークタワーはるみ）は、東京都中央区晴海二丁目にある超高層マンション。

## 概要
2019年2月に竣工し、総戸数は1076戸。三井不動産レジデンシャル、近鉄不動産、JX不動産、新日鉄興和不動産、住友商事五社が分譲した。